# Giordano Bruno and the Hermetic Tradition
Giordano Bruno and the Hermetic Tradition är en facklitterär bok från 1964, författad av den brittiska historikern Frances Yates. Boken fördjupar sig i hermetismens historia och dess inflytande på renässansens tankevärld och Giordano Bruno.
Med detta verk förvandlade Yates renässansens historieskrivning. I den avslöjade hon att renässansen var genomsyrad av hermetismen, vilket återuppväckte intresset för senantikens mystik, magi och gnosticism. Yates föreslog att den kringresande katolske prästen Giordano Bruno brändes på bål 1600 för att ha förespråkat den hermetiska traditionen snarare än hans bekräftelse av den heliocentriska världsbilden enligt Copernicus.
Boken har hittills inte översatts till svenska.

## Mottagande
Boken citeras av den bästsäljande brittiske författaren Philip Pullman, som en central inspiration för hans eget författarskap.
Alan Charles Kors och Edward Peters, redaktörer för boken Witchcraft in Europe, 400–1700: A Documentary History uppgav i 2001 års andra upplaga av deras samling historiska dokument om trolldomshysterin, att "detta klassiska verk [det vill säga Giordano Bruno and the Hermetic Tradition] är fortfarande" bland de bästa av sitt slag i ämnet.